# Matthias von Köller
Ernst-Matthias von Köller (30 novembre 1797 – 23 mai 1883) est un homme politique prussien et directeur général de Poméranie .

## Biographie
Matthias est issu de la famille noble de Poméranie von Köller et est le fils de Hans Georg Alexander Friedrich von Köller (de), directeur général de Poméranie, et d'Eleonore Possern. En 1812, il étudie à l'Institut pédagogique royal de Halle-sur-Saale. Pendant les guerres napoléoninnes en 1815, il est engagé avec le 2e régiment de hussards du Corps. À partir de 1815/16, il étudie le droit à Berlin. En 1819, il devient auscultateur à Stettin. En tant que stagiaire au tribunal régional supérieur, il gère le domaine hérité de Jasenitz à partir de 1820. De 1833 à 1837, il est administrateur de l'arrondissement de Randow (de). En 1837, il vend Jasenitz

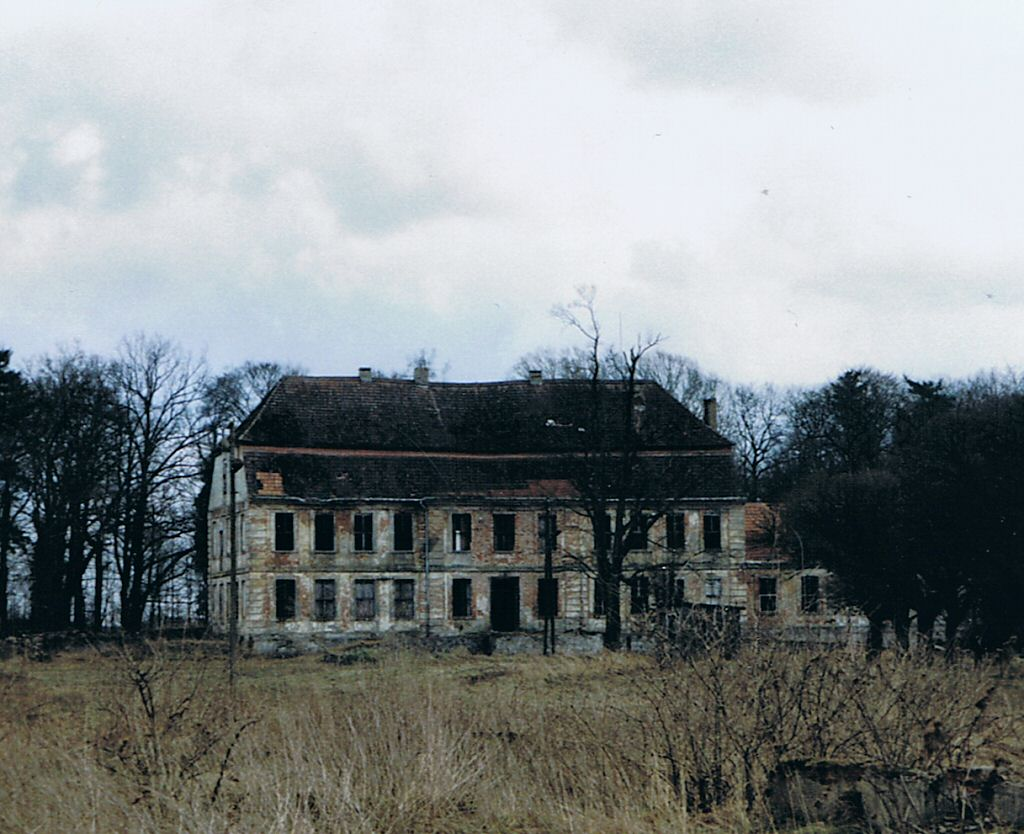
Le manoir de Kantreck, déjà en ruine en 2003

En 1838, il acquiert le domaine de Kantreck près de Gollnow. Plus tard, il possède également les domaines de Karow, Reckow, Moratz et Görke
En 1847, Köller devient conseiller général de la région de Poméranie (de). De 1862 à 1883, il est directeur général régional. En 1869, il reçoit le titre de conseiller privé. Il est également directeur général de la Société régionale et du feu des États de la région de l'Ancienne-Poméranie. À partir de 1849/50, il est membre de la première chambre du Parlement prussien. Lorsque celle-ci est remplacée par la Chambre des seigneurs de Prusse, Köller devient député de la Chambre  en 1854 sur présentation des propriétés foncières anciennes de la région de Cammin et de Poméranie ultérieure, dont il reste député jusqu'à sa mort. En 1876, il est président du Parlement provincial de Poméranie (de).

## Famille
Matthias von Köller est marié avec Juliane Mathilde von Wedel (de) (1803–1859) de la maison de Blankensee, fille du capitaine Ernst David Ludwig von Wedel (1757–1827) et d'Henriette Juliane Louise von Burghagen (de) (1775–1835). Parmi ses enfants figurent :
- Georg Ernst Maximilian (1823–1916), premier président de la Chambre des représentants de Prusse marié avec Ida Marie von Wurmb (de) (1825–1892), fille du général de division Ludwig von Wurmb (de)
- Mathilde Julie (1826–1911) mariée en 1846 avec Robert Heinrich Friedrich Ludwig von Waldow (de) (1818–1896)[6]
- Hans Julius (né en 1824), juge d'arrondissement marié en 1858 avec Albertine von Bothmer (née en 1833)
- Hugo (1828–1910), directeur général de Poméranie marié avec Albertine Karoline von Wurmb (de) (1826–1903), parents de l'écrivain Hugo von Köller
- Cécile Hélène (1831–1885) mariée en 1854 avec Ernst Heinrich von Langenn-Steinkeller (de) (1820–1882)
- Adolf Heinrich (né en 1832), député régional marié en 1866 avec Hildegard von Waldow (née en 1847), nièce
- Bogislaus Henning (né en 1834), 1860 Gustave Dorothée Elisabeth von Eisenbecher (née en  1842)
- Maximilien Albert (1836–1840)
- Franz Eduard (1837–1840)
- Hermann August Oktavio (né en 1839), capitaine marié en 1865 avec Hedwig von Gustedt (née en 1841), fille de Gustav von Gustedt (de)
- Ernst (1841–1928), ministre prussien de l'Intérieur marié avec Martha von Köller (1852–1925)
- Julie Friederike (née en 1843) mariée en 1866 avec Karl von Willisen (1819–1886), général de cavalerie prussien
- Elisabeth Klara (née en 1845) mariée en 1867 avec Friedrich Ludwig Leonhard von Zabeltitz (de) (1844–1891), capitaine prussien, sur l'Eichow

Après la mort de sa première femme, il se marie le 19 novembre 1867 avec Marie von Platen (née en 1830), fille du major C. von Platen et de Sophie Juliane von Köller.